# Sologne bourbonnaise
Pour les articles homonymes, voir Sologne (homonymie).
La Sologne bourbonnaise est une région naturelle française s’étendant sur le nord-est du département de l’Allier, entre l'Allier et la Loire, ainsi que sur une petite partie de la Saône-et-Loire et de la Nièvre.

## Géographie

### Situation
Cette région se situe entre les vallées de l'Allier et de la Loire. Elle occupe également une bande d'environ dix kilomètres de large à l'est de la Loire entre Fours et Digoin. D'est en ouest elle s'étire de Gueugnon à Moulins et du nord au sud de Decize à Lapalisse. La Sologne bourbonnaise est entourée au nord par le Nivernais et le Morvan, à l'est par le Charolais et le Brionnais, au sud par le Roannais, la Montagne bourbonnaise et la Limagne bourbonnaise et à l'ouest par le Bocage bourbonnais.

### Topographie
La Sologne bourbonnaise est une vaste région de bas plateaux sillonnée par de belles rivières. De nombreux étangs occupent le fond des vallons tandis que les hauteurs sont couvertes de bruyères, de bois et de taillis. Les seules hauteurs notables sont le signal de Mont à l'extrême limite est (469 mètres) et le puy Saint-Ambroise à la limite sud (437 mètres).

### Hydrographie
Le sol argileux et sablonneux de la Sologne est assez imperméable et retient facilement l'eau ; cela explique le grand nombre d'étangs. Les plus connus sont les étangs de Pissegrain à l'ouest, de Perdriat au nord ou l'étang de Brifaut à l'est.
Bien que l'Allier constitue la limite ouest de la région, l'essentiel des rivières de la région sont des affluents de la Loire. Les principaux cours d'eau sont les suivants :
| Rive droite de la Loire                                         | Rive gauche de la Loire | Rive droite de l'Allier |
| --------------------------------------------------------------- | --- | ----------------------- |

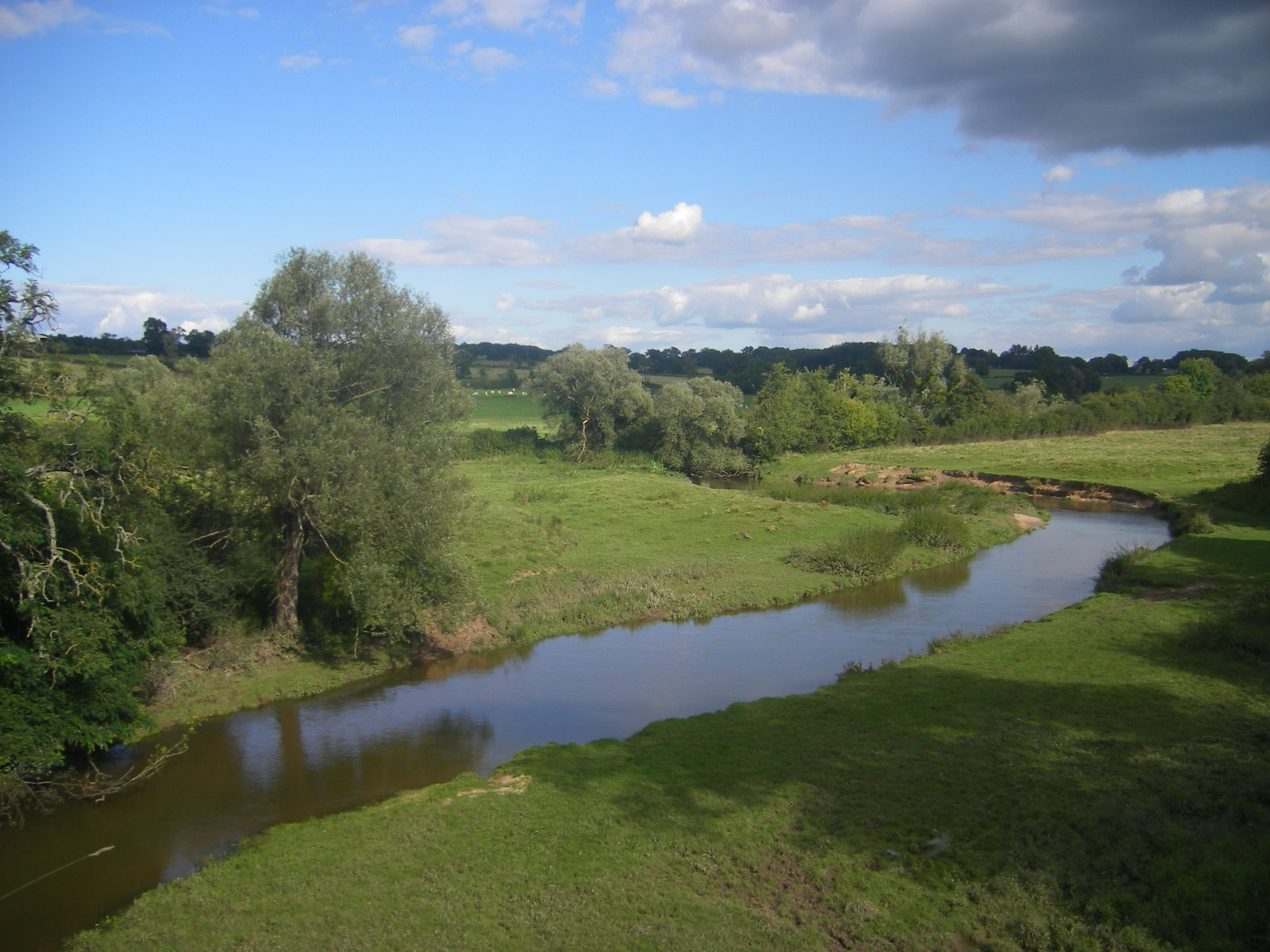
L'Acolin près de Prud'homme.

| - L'Arroux - Le Sauvigny - Le Fontête - La Somme - La cressonne | - Le Canal latéral de Roanne à Digoin - La Vouzance - Le Loddes - Le Roudon - La Besbre - L'Acolin - L'Abron - La Dormette | - Le Luzeray            |

## Attraits touristiques
- Ville de Moulins, centre historique du Bourbonnais et des ducs de Bourbon
- Arboretum de Balaine
- Parc d'attractions et animalier du Pal

## Sous-ensembles topographiques
- Basses Marches du Bourbonnais
- Pays de Fours